# Manuela Rodríguez y Terceros
Manuela Rodríguez y Terceros fue una de las heroínas de la Coronilla, grupo de mujeres lideradas por Manuela Gandarillas que se enfrentaron al general realista José Manuel de Goyeneche en 1812, en la ciudad de Cochabamba, quien atacó la ciudad después de vencer en el combate de Pocona.

## Biografía
Fue hija del matrimonio tarateño compuesto por los terratenientes María Sansuste y Francisco Rodríguez Terceros. Se crio en el ambiente criollo de la sociedad colonial de la intendencia de Santa Cruz de La Sierra en el virreinato del Río de La Plata. El 26 de julio de 1793 se casó con el viudo hacendado Esteban Arze en el templo de San Pedro de Tarata con quien tuvo seis hijos: Manuel Mariano, Manuel, Julián, Juan Bautista, Manuela y Margarita Arze Rodríguez.
El 27 de mayo de 1812, tras vencer en el combate de Pocona (24 de mayo) luego de la insurrección cochabambina encabezada por Esteban Arze, el general realista José Manuel de Goyeneche decidió ocupar Cochabamba para acabar con la llama revolucionaria. La defensa fue protagonizada por un grupo de mujeres, encabezadas por Manuela Gandarillas, quienes se organizaron para atacar con piedras y palos a las columnas realistas en la colina de San Sebastián.
Las mujeres, entre quienes se encontraba Manuela Rodríguez, acudieron en romería junto a niños y ancianos desde la Catedral de Cochabamba hasta la colina portando la imagen de la Virgen de la Merced en andas. Resistieron, pero poco pudieron hacer ante el ejército realista. Las tropas de Goyeneche rodearon a los defensores y tras derrotarles hicieron su ingreso en la ciudad cochabambina.

## Homenajes
Una calle en Cochabamba fue bautizada como «M. Rodríguez» en su honor. Además, su nombre figura en el pequeño monumento secundario situado cerca al dedicado a las Heroínas de la Coronilla en la Colina de San Sebastián, junto al de otras mujeres que lucharon durante el proceso emancipador, como Lucía Ascuy, Manuela Gandarillas, María del Rosario Saravia de Lanza, Manuela Saavedra, María Teresa Bustos y Salamanca Lemoine, Lucía Alcócer León de Chinchilla, María Isabel Pardo de Vargas, Luisa Saavedra de Claure y Rosa Soto.